# Isaac Maarsen

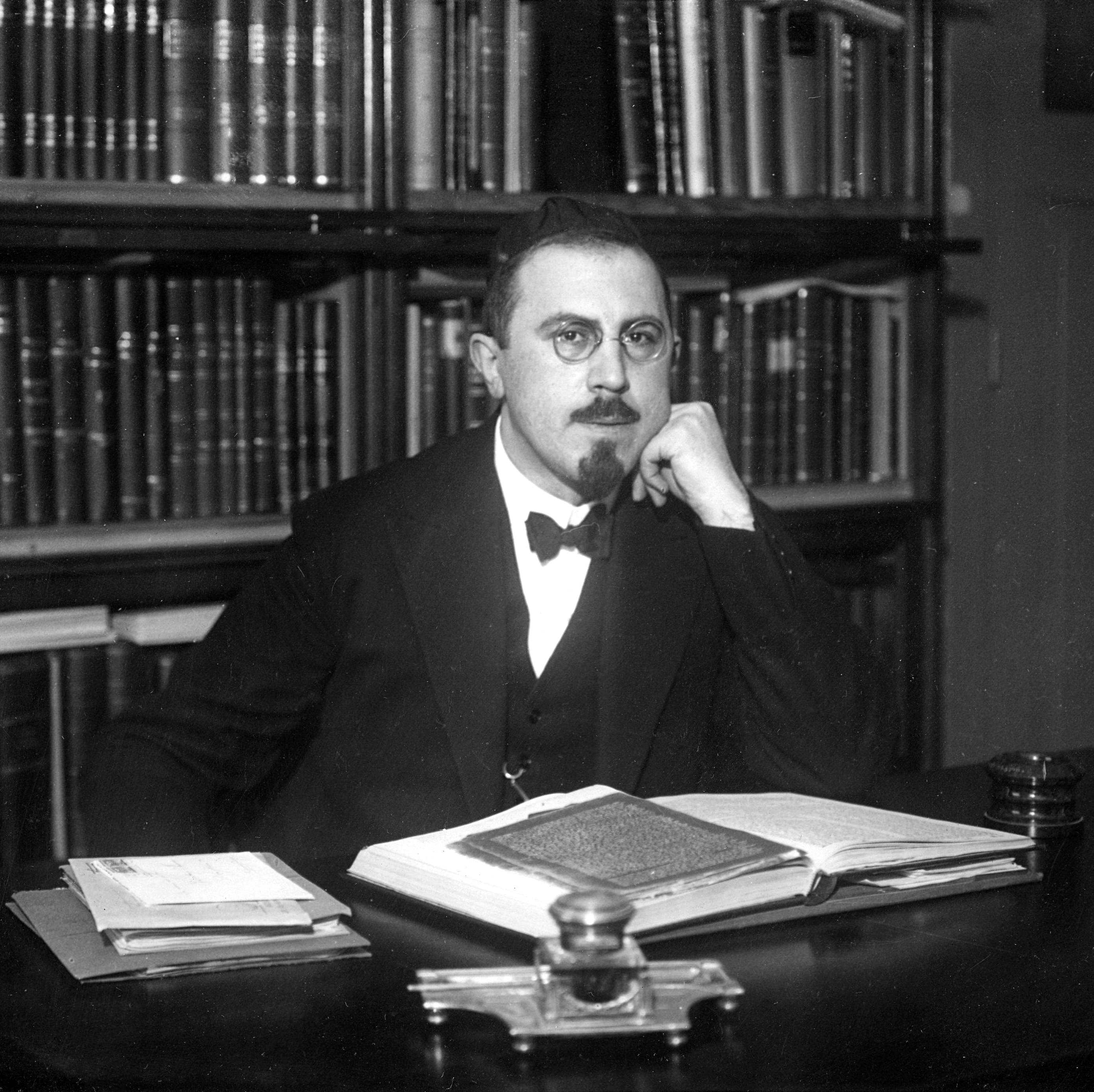
Isaac Maarsen in 1925

Isaac (Izak) Maarsen (Amsterdam, 27 februari 1892 - Sobibór, 23 juli 1943) was van 1925 tot aan zijn dood opperrabbijn van Den Haag.

## Biografische gegevens
Isaac Maarsen is op 27 februari 1892 te Amsterdam geboren als zoon van rabbijn Wolf Isaac Maarsen. Hij huwde op 15 juni 1921 te Amsterdam met Jeanette Boekdrukker (1895-1943). Zij hadden drie kinderen: Rosina (1923-1943), Henriette (1925-1943) en Suzanna (1928-1943). Het hele gezin overleefde de Holocaust niet. Rosina werd omgebracht in Auschwitz, de anderen kwamen om het leven in Sobibór.

## Rabbijn en wetenschapper
Maarsen legde het kandidaatsexamen in de klassieke letteren af aan de Gemeente-Universiteit van Amsterdam (nu Universiteit van Amsterdam) en tegelijkertijd aan het Nederlands Israëlietisch Seminarium in de hoofdstad. Hij behaalde op tweeëntwintigjarige leeftijd de titel van moré. Na aan het seminarium te hebben gedoceerd werd hij in 1919 rabbijn te Amsterdam. Op 14 mei 1925 werd hij benoemd tot opperrabbijn van Den Haag. Vervolgens vond op 26 oktober 1925 in Den Haag zijn installatie plaats.
Rabbijn Maarsen publiceerde veel en zou dat zijn gehele leven blijven doen. In de periode dat Maarsen in Den Haag woonachtig was, onderhield hij contacten met joodse collega’s tot ver buiten Nederland. Hij voerde correspondentie in het Hebreeuws met zowel wetenschappers in Polen en Duitsland, als in de Verenigde Staten, Engeland en Zuid-Afrika.

## Tweede Wereldoorlog

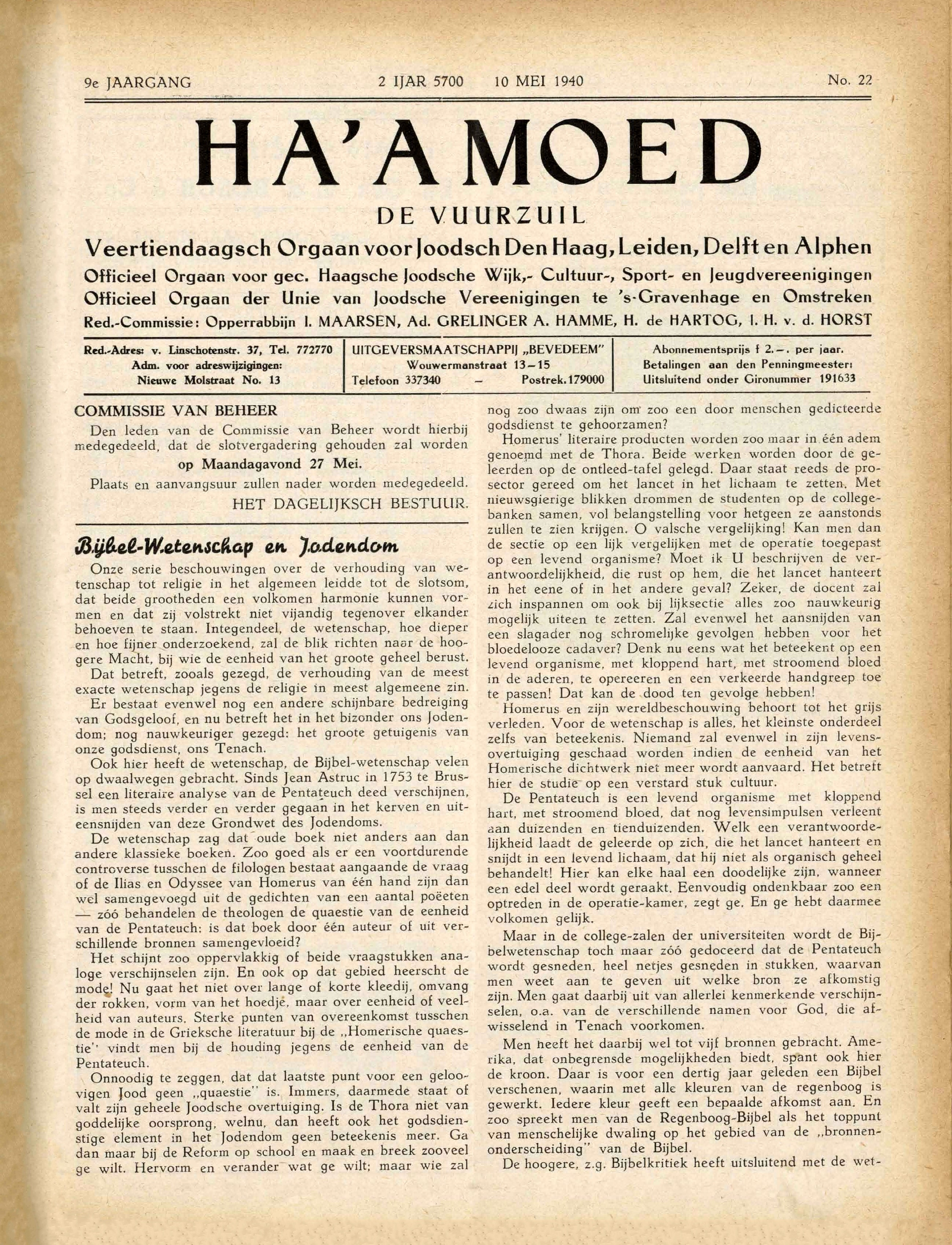
“Ha'amoed - De Vuurzuil”, tweewekelijks blad voor Joods Den Haag, Leiden, Delft en Alphen, waarvan Maarsen de eindredacteur was. Voorpagina van het (laatste) nummer van 10 mei 1940, de dag waarop Duitse parachutisten rond Den Haag neerdaalden

Na de aanvang van de Tweede Wereldoorlog werd de zorg voor de Haagse joden de belangrijkste taak van rabbijn Isaac Maarsen. De Duitse bezetter dwong vele Haagse joden te vertrekken naar Amsterdam, Westerbork of naar kampen in het buitenland. De achtergebleven familieleden hadden bijstand nodig, maar rabbijn Maarsen probeerde ook de weggevoerde gemeenteleden te blijven helpen. Maarsen schijnt overwogen te hebben om met zijn gezin onder te duiken, maar bleef zich tot aan zijn deportatie in 1943 inzetten voor zijn joodse gemeenteleden.
Nadat de Duitse bezetter had bepaald dat op 23 april 1943 geen joden meer in Den Haag mochten wonen, hield rabbijn Isaac Maarsen op 20 april 1943 een afscheidsverhaal in de synagoge aan de Wagenstraat. De volgende dag werd hij tezamen met zijn echtgenote en dochters via de kampen Vught en Westerbork naar Polen gedeporteerd. Drie maanden later zijn zij in Sobibór vermoord.

## Archief van Isaac Maarsen
Het archief rabbijn Isaac Maarsen berust bij het Centrum voor Onderzoek naar de Geschiedenis der Nederlandse Joden  in Jeruzalem en bij het Haags Gemeentearchief. Een deel van het archief van Maarsen was in 1943 gestolen door de Duitse bezetter. Deze archiefstukken zijn in 2003 uit Moskou teruggekeerd en zijn ondergebracht bij het Haags Gemeentearchief.

## Trivia
- Het Haagse Bezemplein werd in 2006 omgedoopt tot Rabbijn Maarsenplein. Op het plein staat het Joods Kindermonument.